# Chandra Shekhar Jha
Chandra Shekhar Jha fue un  diplomático indio.
- En 1933 entró al Indian Civil Service (British India).
- De 1943 a 1946 fue Controlador de Abastecimiento y Transportes y Secretario del Gobierno de Orissa.
- En 1946 y en 1947 fue consejero de la delegación de la India ante la Asamblea General de las Naciones Unidas en Flushing Meadows-Corona Park.
- De 1947 a 1950 fue secretario de enlace en el Ministerio de Asuntos Exteriores (India).
- en 1948 y 1949 fue secretario general de la delegación de la India a la Asamblea General de las Naciones Unidas.
- En 1949 fue delegado suplente a la Asamblea General de las Naciones Unidas.
- En 1950 fue Enviado y Encargado de negocios en Ankara.
- De 1951 a 1954 fue embajador en Ankara.
- De 1954 a 1957 fue secretario de enlace en el Ministerio de Asuntos Exteriores (India).
- De 1954 a 1957 fue embajador en Tokio.
- De enero de 1959 a julio de 1962 fue representante permanente de la India ante las Naciones Unidas.
- En 1962 fue presidente del Comité de Descolonización.
- De 11 de abril de 1961 a 04 de diciembre de 1963 fue Foreign Secretary (India).
- De julio de 1962 a enero de 1964 fue Alto Comisionado en Ottawa.[1]